# رودريغو كارازو أوديو
رودريغو كارازو أوديو (بالإسبانية: Rodrigo Carazo Odio)‏ (و. 1926 – 2009 م) هو سياسي، وعالم اقتصاد من كوستاريكا .

## روابط خارجية
- رودريغو كارازو أوديو على موقع الموسوعة البريطانية (الإنجليزية)
- رودريغو كارازو أوديو على موقع مونزينجر (الألمانية)
- رودريغو كارازو أوديو على موقع إن إن دي بي (الإنجليزية)